# Alexej Gennaďjevič Ďumin
Alexej Gennaďjevič Ďumin (rusky Алексей Геннадьевич Дюмин, * 28. srpna 1972 Kursk) je ruský politik. Od roku 2016 je guvernérem Tulské oblasti.
Narodil se v Kursku, ale jeho otec byl generálem a v rámci jeho převelení strávil Alexej Ďumin část dětství v Kaluze a část ve Voroněži. V roce 1994 absolvoval Vojenský telekomunikační ústav ve Voroněži. Pak pracoval ve Federální službě bezpečnosti a Federální službě ochrany. V roce 2007 jej premiér Viktor Zubkov jmenoval svým šéfem bezpečnosti. V roce 2012 se stal zástupcem velitele Služby bezpečnosti ruského prezidenta. V roce 2014 se stal zástupcem velitele Sil speciálních operací, které se v témže roce podílela na anexi Krymu. Podle deníku Kommersant měl Ďumin na zodpovědnost zvláštní operaci, při které byl z území Ukrajiny dopraven do Ruska ukrajinský prezident Viktor Janukovyč. Od roku 2015 byl náčelníkem štábu Pozemních sil Ruské federace. V témže roce byl povýšen na generálporučíka a také jmenován náměstkem ministerstva obrany Ruské federace.
Dne 2. února 2016 jej prezident Vladimir Putin jmenoval úřadujícím guvernérem Tulské oblasti. Na této pozici vystřídal Vladimíra Gruzdeva. V září téhož roku se stal ve volbách řádným guvernérem.